# 红星大奖
紅星大獎（英語：Star Awards）是新加坡華語電視界的年度頒奬典禮，由新傳媒私人有限公司舉辦，於1994年舉辦首屆至今，目前多定於每年的四月份舉行，並透過旗下的8頻道直播。
頒奬典禮是為表揚在過去一年新傳媒旗下優秀表現的藝人和幕後人員。不同於類似的頒奬典禮，紅星大獎也體現粉絲通過投票系統去支持及提升藝人的知名度，因而成為新加坡每年最受注目的娛樂圈頒獎禮。

## 歷史
第一屆年度紅星大獎頒獎典禮於1994年舉行，在頭三年的獎，新傳媒頒發僅10個最受歡迎藝人獎（各性別5個），而現時則發20個最受歡迎藝人獎 （各性別10個） 。
最佳男主角和最佳女主角獎項在第二屆才頒發，由李南星、范文芳贏得。
目前，技術獎項類別（如最佳導演，最佳編劇，最佳綜藝節目製作人等） ，新聞主播及時事獎項和，青年人才獎（兒童演員）已分開頒發，是由於盛大的晚宴時間從制約。從2010年起，頒獎典禮已分成兩個節目（第一場及第二場）。從2010年到現在，第一場典禮都在郝德傑廣播中心新傳媒電視大禮堂舉行。在2010年和2011年，第二場典禮於聖淘沙名勝世界舉行。而在2012年和2013年，第二場典禮在濱海灣金沙隆重舉行。2014年，第二場典禮首次在新達城新加坡國際會議展覽中心舉行。
1998至2007年的頒獎儀式是在每年十二月舉行，從2009年起，紅星大獎在每年4月舉行，表揚上一年度的作品及電視人才。因此，2008年沒有舉辦。
2020年，红星大奖2020，因疫情被迫取消。
2025年，红星大奖2025，延期在7月举行，因庆祝30周年同时也是新加坡建国60周年。

## 獎座設計
紅星大獎獎座自1994年成立以來已經有四種不同設計。 
- 1994年：奖座是一个透明直座配上一颗银色，多角的星。
- 1995年至1997年：獎座是一個直欄配上一顆金色的星星。
- 1998年至1999年：獎座改為圓錐狀與大明星。
- 2000年至今：獎座是在上海設計，體重4公斤，每個價值1000美元。它的設計是由水晶體形狀的字母“S”造成，而從另一個角度看，形狀的字母“A”，形成了“紅星大獎”的縮寫。獎杯每年都有不同的顏色（綠色，紫色，金色，棕色，藍色等）。

## 節目資料
| #  | 日期     | 日期     | 地點                 | 地點                 | 主持人                                               | 主持人             | 主持人                          | 主持人                                   | 特別成就獎           | 年度飛躍獎 |
| #  | 日期     | 日期     | 地點                 | 地點                 | 頒獎禮                                               | 頒獎禮             | 星光大道                        | 慶功宴                                   | 特別成就獎           | 年度飛躍獎 |
| -- | -------- | -------- | -------------------- | -------------------- | ---------------------------------------------------- | ------------------ | ------------------------------- | ---------------------------------------- | -------------------- | ---------- |
| 1  | 2月26日  | 2月26日  | 加利谷廣播中心大禮堂 | 加利谷廣播中心大禮堂 | 陳澍承 崔麗心                                        | 陳澍承 崔麗心      | 不適用                          | 不適用                                   | 不適用               | 不適用     |
| 2  | 7月9日   | 7月9日   | 加利谷廣播中心大禮堂 | 加利谷廣播中心大禮堂 | 郭亮 崔麗心                                          | 郭亮 崔麗心        | 不適用                          | 不適用                                   | 向云                 | 不適用     |
| 3  | 6月23日  | 6月23日  | 港舘世界貿易中心     | 港舘世界貿易中心     | 郭亮 崔麗心                                          | 郭亮 崔麗心        | 不適用                          | 不適用                                   | 白言                 | 不適用     |
| 4  | 10月5日  | 10月5日  | 加利谷廣播中心大禮堂 | 加利谷廣播中心大禮堂 | 曹啓泰 曾曉英                                        | 曹啓泰 曾曉英      | 不適用                          | 不適用                                   | 黃文永               | 不適用     |
| 5  | 12月20日 | 12月20日 | 加利谷廣播中心大禮堂 | 加利谷廣播中心大禮堂 | 曹啓泰 崔麗心                                        | 曹啓泰 崔麗心      | 不適用                          | 不適用                                   | 鄭惠玉               | 不適用     |
| 6  | 12月19日 | 12月19日 | 加利谷廣播中心大禮堂 | 加利谷廣播中心大禮堂 | 曹啓泰 崔麗心                                        | 曹啓泰 崔麗心      | 不適用                          | 不適用                                   | 梁智強               | 不適用     |
| 7  | 11月26日 | 11月26日 | 加利谷廣播中心大禮堂 | 加利谷廣播中心大禮堂 | 曹啓泰 崔麗心                                        | 曹啓泰 崔麗心      | 不適用                          | 不適用                                   | 範文芳               | 不適用     |
| 8  | 11月25日 | 11月25日 | 加利谷廣播中心大禮堂 | 加利谷廣播中心大禮堂 | 曹啓泰 程笛                                          | 曹啓泰 程笛        | 不適用                          | 不適用                                   | 李偲菘 李偉菘        | 不適用     |
| 9  | 12月8日  | 12月8日  | 加利谷廣播中心大禮堂 | 加利谷廣播中心大禮堂 | 曹啓泰 曾月麗                                        | 曹啓泰 曾月麗      | 不適用                          | 不適用                                   | 陳澍承               | 不適用     |
| 10 | 12月7日  | 12月7日  | 加利谷廣播中心大禮堂 | 加利谷廣播中心大禮堂 | 曹啓泰 曾月麗                                        | 曹啓泰 曾月麗      | 不適用                          | 不適用                                   | 謝韶光               | 不適用     |
| 11 | 12月12日 | 12月12日 | 加利谷廣播中心大禮堂 | 加利谷廣播中心大禮堂 | 曹啓泰 陶晶瑩                                        | 曹啓泰 陶晶瑩      | 不適用                          | 不適用                                   | 超級紅星             | 不適用     |
| 11 | 12月12日 | 12月12日 | 加利谷廣播中心大禮堂 | 加利谷廣播中心大禮堂 | 曹啓泰 陶晶瑩                                        | 曹啓泰 陶晶瑩      | 不適用                          | 不適用                                   | 周初明 李南星 鄭惠玉 | 不適用     |
| 12 | 12月4日  | 12月4日  | 加利谷廣播中心大禮堂 | 加利谷廣播中心大禮堂 | 郭亮 侯佩岑                                          | 郭亮 侯佩岑        | 不適用                          | 周崇慶 許振榮 林佩芬                     | 範文芳 謝韶光        | 不適用     |
| 13 | 12月10日 | 12月10日 | 聖佔姆士發電廠       | 聖佔姆士發電廠       | 郭亮 侯佩岑                                          | 郭亮 侯佩岑        | 李囯煌 林佩芬                   | 李國煌 林佩芬 王建復                     | 陳莉萍               | 不適用     |
| 14 | 12月16日 | 12月16日 | 加利谷廣播中心大禮堂 | 加利谷廣播中心大禮堂 | 歐菁仙 郭亮 權怡鳳                                   | 歐菁仙 郭亮 權怡鳳 | 不適用                          | 賴怡伶 李囯煌 林佩芬 Pornsak 王建復      | 不適用               | 不適用     |
| 15 | 4月26日  | 4月26日  | 加利谷廣播中心大禮堂 | 加利谷廣播中心大禮堂 | 郭亮 權怡鳳                                          | 郭亮 權怡鳳        | 不適用                          | 李騰 林翠芳 Pornsak 袁帥                 | 黃碧仁               | 不適用     |
| 16 | 第一場   | 第二場   | 第一場               | 第二場               | 第一場                                               | 第二場             | 第二場                          | 第二場                                   | 李銘順 李國煌        | 黃俊雄     |
| 16 | 4月18日  | 4月25日  | 加利谷廣播中心大禮堂 | 聖淘沙名勝世界大禮堂 | 周崇慶 謝韻儀 莊米雪 賴怡伶 李國煌 李騰 鐘琴 Pornsak | 郭亮 權怡鳳        | 莊米雪 賴怡伶 李騰 Pornsak      | 謝韻儀 莊米雪 洪乙心 賴怡伶 李騰 Pornsak | 李銘順 李國煌        | 黃俊雄     |
| 17 | 4月17日  | 4月24日  | 加利谷廣播中心大禮堂 | 聖淘沙名勝世界大禮堂 | 許振榮 鐘琴 Pornsak 王祿江                           | 郭亮 權怡鳳        | 許振榮 賴怡伶 鐘琴 李騰 Pornsak | 許振榮 李騰 林佩芬 Pornsak               | 向云                 | Pornsak    |
| 18 | 4月22日  | 4月29日  | 加利谷廣播中心大禮堂 | 濱海灣金沙酒店大禮堂 | 謝韻儀 許振榮 賴怡伶 李騰                            | 郭亮 曾寶儀        | 周崇慶 許振榮 李騰 龐蕾馨       | 許振榮 賴怡伶 李騰                       | 鄭斌輝               | 陳泂江     |
| 19 | 4月21日  | 4月28日  | 加利谷廣播中心大禮堂 | 濱海灣金沙酒店大禮堂 | 賴怡伶 李騰 龐蕾馨 Pornsak 徐鳴傑                    | 郭亮 權怡鳳        | 許振榮 賴怡伶 李騰 龐蕾馨       | 許振榮 賴怡伶 李騰 Pornsak               | 電視榮耀獎           | 陳羅密歐   |
| 19 | 4月21日  | 4月28日  | 加利谷廣播中心大禮堂 | 濱海灣金沙酒店大禮堂 | 賴怡伶 李騰 龐蕾馨 Pornsak 徐鳴傑                    | 郭亮 權怡鳳        | 許振榮 賴怡伶 李騰 龐蕾馨       | 許振榮 賴怡伶 李騰 Pornsak               | 黃文永               | 陳羅密歐   |
| 20 | 4月20日  | 4月27日  | 加利谷廣播中心大禮堂 | 新達城國際會議中心   | 陳澍城 張永權 周如珠 許振榮 賴怡伶 李騰 Pornsak 張為 | 郭亮 權怡鳳        | 許振榮 李騰 Pornsak 有懿        | 陳寧 許振榮 李騰 Pornsak 楊志龍          | 超級紅星             | 曾詩梅     |
| 20 | 4月20日  | 4月27日  | 加利谷廣播中心大禮堂 | 新達城國際會議中心   | 陳澍城 張永權 周如珠 許振榮 賴怡伶 李騰 Pornsak 張為 | 郭亮 權怡鳳        | 許振榮 李騰 Pornsak 有懿        | 陳寧 許振榮 李騰 Pornsak 楊志龍          | 陳漢瑋 王祿江        | 曾詩梅     |
| 21 | 4月19日  | 4月26日  | 加利谷廣播中心大禮堂 | 加利谷廣播中心大禮堂 | 周崇慶 許振榮 李騰 龐蕾馨                            | 郭亮 權怡鳳        | 許振榮 李騰 龐蕾馨              | 許振榮 李騰 龐蕾馨                       | 賴怡伶 歐萱          | 陳泓宇     |
| 22 | 4月17日  | 4月24日  | 新傳媒園區           | 新傳媒園區           | 周崇慶 李騰                                          | 周崇慶 李騰        | 上半場                          | 下半場                                   | 慼玉武 瑞恩          | 陳欣淇     |
| 22 | 4月17日  | 4月24日  | 新傳媒園區           | 新傳媒園區           | 周崇慶 李騰                                          | 周崇慶 李騰        | 周崇慶 李騰 Pornsak             |                                          | 慼玉武 瑞恩          | 陳欣淇     |
| 23 | 頒獎禮   | 頒獎禮   | 頒獎禮               | 頒獎禮               | 頒獎禮                                               | 頒獎禮             | 星光大道                        | 慶功宴                                   | 黃俊雄 白薇秀        | 不適用     |
| 23 | 4月16日  | 4月16日  | 新傳媒劇院           | 新傳媒劇院           | 李騰                                                 | 李騰               | Glenn Goh 龐蕾馨 Pornsak 有懿   | 不適用                                   | 黃俊雄 白薇秀        | 不適用     |
| 24 | 4月22日  | 4月22日  | 新傳媒劇院           | 新傳媒劇院           | 郭亮 權怡鳳                                          | 郭亮 權怡鳳        | 林霛芝 王智薈 鐘坤華            | 賴怡伶 李騰                              | 特別成就獎           | 不適用     |
| 24 | 4月22日  | 4月22日  | 新傳媒劇院           | 新傳媒劇院           | 郭亮 權怡鳳                                          | 郭亮 權怡鳳        | 林霛芝 王智薈 鐘坤華            | 賴怡伶 李騰                              | 陳建彬               | 不適用     |
| 25 | 4月14日  | 4月14日  | 新傳媒劇院           | 新傳媒劇院           | 權怡鳳                                               | 權怡鳳             | 李騰 高美貴 張穎雙              | 鐘坤華 Henry Law                         | 周初明               | 不適用     |
| 25 | 4月14日  | 4月14日  | 新傳媒劇院           | 新傳媒劇院           | 權怡鳳                                               | 權怡鳳             | 李騰 高美貴 張穎雙              | 鐘坤華 Henry Law                         | 超級紅星             | 不適用     |
| 25 | 4月14日  | 4月14日  | 新傳媒劇院           | 新傳媒劇院           | 權怡鳳                                               | 權怡鳳             | 李騰 高美貴 張穎雙              | 鐘坤華 Henry Law                         | 鐘琴                 | 不適用     |
| 26 | 4月18日  | 4月18日  | 星耀樟宜             | 星耀樟宜             | 郭亮 權怡鳳                                          | 郭亮 權怡鳳        | 李騰 黃振隆                     | 不適用                                   | 許振榮               | 不適用     |
| 27 | 4月24日  | 4月24日  | 新傳媒劇院           | 新傳媒劇院           | 陳漢瑋                                               | 陳漢瑋             | 李騰 田銘耀 張穎雙              | 不適用                                   | 周崇慶 鄭各評        | 不適用     |
| 28 | 4月9日   | 4月9日   | 濱海灣金沙酒店大禮堂 | 濱海灣金沙酒店大禮堂 | 李騰 陶晶瑩                                          | 李騰 陶晶瑩        | 周崇慶 張穎雙                   | 周崇慶 張穎雙                            | 林慧玲 陳鳳玲        | 不適用     |
| 29 | 4月21日  | 4月21日  | 新傳媒劇院           | 新傳媒劇院           | 周崇慶 郭亮                                          | 周崇慶 郭亮        | 郭坤耀 張穎雙 Jeff Goh          | 郭坤耀 張穎雙 Jeff Goh                   | 郭舒賢 劉子絢        | 不適用     |
| 29 | 4月21日  | 4月21日  | 新傳媒劇院           | 新傳媒劇院           | 周崇慶 郭亮                                          | 周崇慶 郭亮        | 郭坤耀 張穎雙 Jeff Goh          | 郭坤耀 張穎雙 Jeff Goh                   | 特別成就獎           | 不適用     |
| 29 | 4月21日  | 4月21日  | 新傳媒劇院           | 新傳媒劇院           | 周崇慶 郭亮                                          | 周崇慶 郭亮        | 郭坤耀 張穎雙 Jeff Goh          | 郭坤耀 張穎雙 Jeff Goh                   | 李國煌               | 不適用     |
| 30 | 7月6日   | 7月6日   | 新傳媒劇院           | 新傳媒劇院           | 郭亮 黄暄婷                                          | 郭亮 黄暄婷        | 周崇庆 陈楚寰 张颖双 郭坤耀     | Jeff Goh 周崇庆 郭坤耀 陈宁 高美贵       | 超級紅星             | 不適用     |
| 30 | 7月6日   | 7月6日   | 新傳媒劇院           | 新傳媒劇院           | 郭亮 黄暄婷                                          | 郭亮 黄暄婷        | 周崇庆 陈楚寰 张颖双 郭坤耀     | Jeff Goh 周崇庆 郭坤耀 陈宁 高美贵       | 林湘萍 Pornsak       | 不適用     |
| 30 | 7月6日   | 7月6日   | 新傳媒劇院           | 新傳媒劇院           | 郭亮 黄暄婷                                          | 郭亮 黄暄婷        | 周崇庆 陈楚寰 张颖双 郭坤耀     | Jeff Goh 周崇庆 郭坤耀 陈宁 高美贵       | 特別成就獎           | 不適用     |
| 30 | 7月6日   | 7月6日   | 新傳媒劇院           | 新傳媒劇院           | 郭亮 黄暄婷                                          | 郭亮 黄暄婷        | 周崇庆 陈楚寰 张颖双 郭坤耀     | Jeff Goh 周崇庆 郭坤耀 陈宁 高美贵       | 李铭顺               | 不適用     |

## 獎項

### 現存獎項

#### 节目奖项
- 最佳戏剧：自1994年起
- 最佳綜藝節目：自1998年起
- 最佳综艺特备节目：自1998年起
- 最佳資訊節目：自2006年起
- 最佳短篇综艺节目：自2019年起
- 最佳电台节目：自2021年起
- 最佳潜力星： 自2023年起

- 最佳男主角 ：自1995年起
- 最佳女主角 ：自1995年起
- 最佳男配角 ：自1995年起
- 最佳女配角 ：自1995年起
- 最佳主題曲 ：自1997年起
- 青苹果奖 ：自2002年起
- 最佳主持人 (广播/播客类) ：自2024年起
- 最佳综艺及资讯节目主持人 ：自2016年以來
- 超级红星 ：2004至2006年，2009至2012年，2014年至今

#### 个人奖项
- 最佳男主角 ：自1995年以來
- 最佳女主角 ：自1995年以來
- 最佳男配角 ：自1995年以來
- 最佳女配角 ：自1995年以來
- 最佳主題曲 ：自1997年以来
- 青苹果獎 ：自2002年以來
- 最佳主持人 (广播/播客类) ：自2024年以來
- 最佳综艺及资讯节目主持人：自2016年以來
- 十大最受歡迎男藝人 ：自1994年以來
- 十大最受歡迎女藝人 ：自1994年以來
- 超級紅星 ：2004至2006年；2009至2012年；2014年以來

### 暫停獎項
- 最佳新人：1994至2002年；2004至2009年；2012年至2013年；2015年；2018年至2019年；2021年
- 特別成就獎：1994年至2003年；2018年至2019年
- 最佳服裝及造型設計
- 最佳戲劇攝影
- 最佳戲劇編輯
- 最佳戲劇佈景設計
- 最佳音樂及音效設計
- 最佳導演：2000年至2019年
- 最佳劇本
- 最佳綜藝編導
- 最佳綜藝資料撰稿：2017年至2019年
- 最佳宣傳短片
- 最佳新聞故事
- 最佳時事故事
- 最佳攝影師（娛樂節目）
- 最佳佈景設計（娛樂節目）
- 最佳剪輯（娛樂節目）

### 特别奖项
- 电视40长青奖：2003年
- 多才多艺红星奖：2004年
- 電視榮耀獎：2013年

### 停頒獎項
- 最佳喜劇演員：1998年至2005年
- 最佳綜藝節目主持人：1998年至2015年
- 最佳新聞播報／時事主持人：2000年至2009年
- 最高收視率電視劇：2000年至2016年
- 最高收視率綜藝節目：2000年至2016年
- 最佳新闻报道：2001年至2017年
- 最佳資訊節目主持人：2009年至2015年
- 最難忘電視大反派：2010年
- 最佳時事節目主持人：2010年至2013年
- 最佳新聞主播：2010年至2013年
- 年度飞跃奖：2010年至2016年
- 最喜爱男角色：2010年至2016年, 2025年
- 最喜爱女角色：2010年至2016年, 2025年
- 最喜爱荧幕情侣：2011年至2016年
- 最喜愛綜藝搭檔：2011年
- Systema燦爛笑容獎：2011年至2012年
- 最喜愛主持人：2012年至2013年
- London Choco Roll 最佳开心果奖：2014年至2017年
- 區域最受歡迎新傳媒藝人獎：2014年至2015年
- 社交媒体魅力奖：2014年至2016年
- Asian Skin Solutions 亮丽肌肤奖：2014年至2015年
- BottomSlim 觀眾票選美腿獎：2013年至2015年
- 常青演绎奖 ：2016年至2023年